# 川辺町中央公民館
川辺町中央公民館（かわべちょうちゅうおうこうみんかん）は、岐阜県加茂郡川辺町にある公民館である。
川辺町役場の組織の一部（教育支援課・生涯学習課）、川辺町中央公民館図書室を併設する。

## 歴史

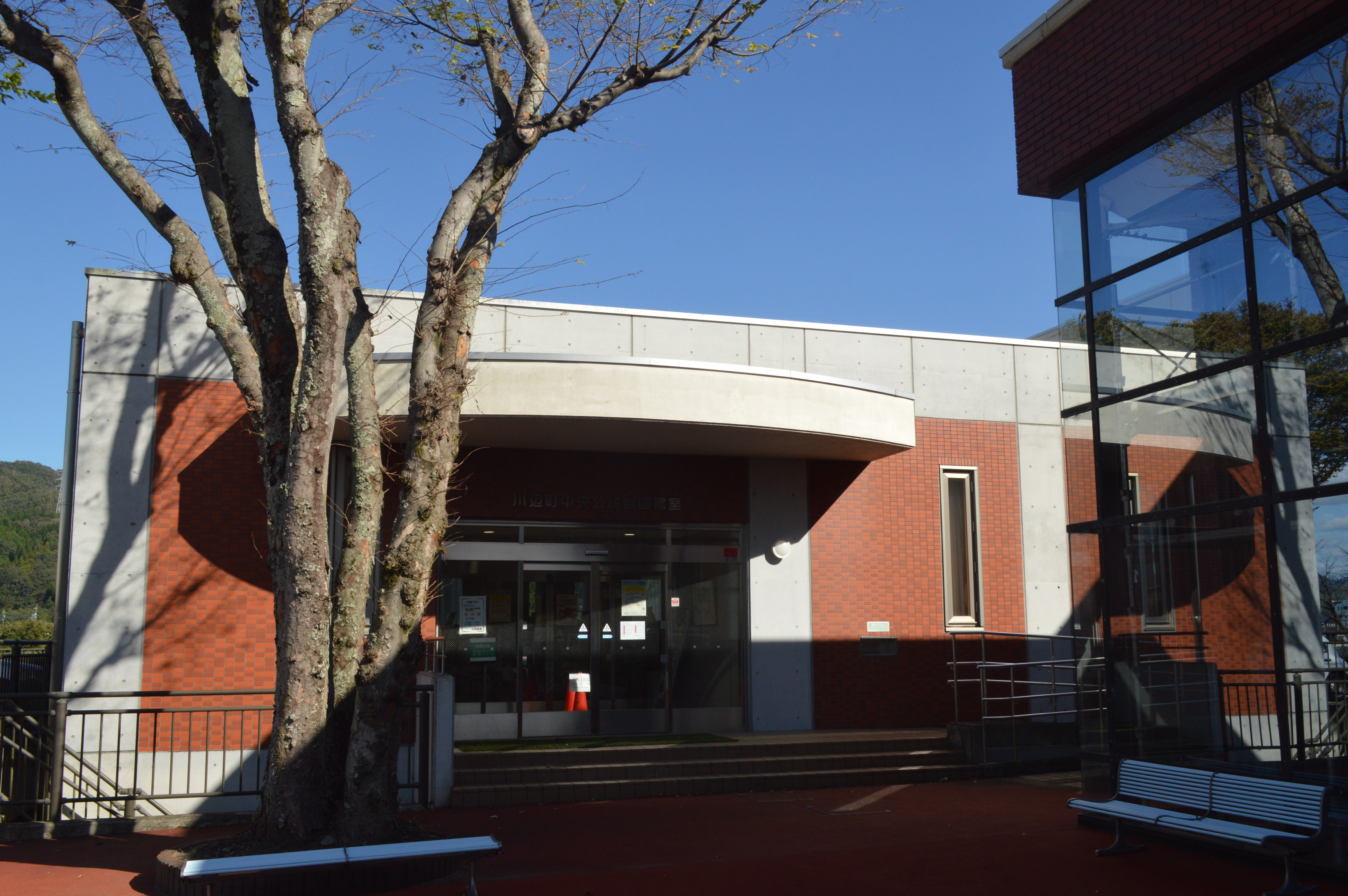
川辺町中央公民館図書室

1981年（昭和56年）10月31日に開館した。
かつて図書室は公民館本館の一室にあったが、2006年（平成18年）3月に別棟を増床し、新図書室が完成した。

## 施設概要
- ホール

座席数は599席。コンサートなどで利用可能。
- 調理室
- 研修室（3室）
- 和室（2室）
- 応接室
- 川辺町中央公民館図書室（川辺町図書室）
- 川辺町役場教育支援課・生涯学習課

## 利用案内
- 利用時間 : 
  - 9:00 - 17:00（一部は21:30まで）　（中央公民館）
  - 9:00 - 18:00（土日曜日、祝日は10:00 - 17:00）　（図書室）
  - 8:30 - 17:15　（川辺町役場教育支援課・生涯学習課）
- 休館日 : 
  - 月曜日（月曜日が祝日の場合は開館）、年末年始（12月29日 - 1月4日）　（中央公民館）
  - 月曜日（月曜日が祝日の場合は、その日から最も近い平日を休館）、年末年始（12月29日 - 1月4日）　（図書室）
  - 土日曜日、祝日、年末年始（12月29日 - 1月4日）　（川辺町役場教育支援課・生涯学習課）

## 交通アクセス
- JR高山本線中川辺駅下車後徒歩約6分。

## 周辺
- 川辺町役場
- 川辺町立川辺中学校
- 川辺町立川辺西小学校
- 岐阜県川辺漕艇場
- 東濃信用金庫川辺支店
- 大垣共立銀行川辺支店
- JAめぐみの川辺支店
- 太部古天神社
- 川辺町ギャラリー山惠
- 飛騨川川辺ダム湖
- 中川辺駅